# Ponaglenie
Ponaglenie – środek prawny przysługujący stronie w postępowaniu administracyjnym. 
W Polsce został wprowadzony do Kodeksu postępowania administracyjnego ustawą z dnia 7 kwietnia 2017 r. o zmianie ustawy - Kodeks postępowania administracyjnego oraz niektórych innych ustaw (Dz.U. z 2017 r. poz. 935).

## Prawo do wniesienia ponaglenia
Stronie służy prawo do wniesienia ponaglenia, jeżeli: 
- nie załatwiono sprawy w terminie,
- postępowanie jest prowadzone dłużej niż jest to niezbędne do załatwienia sprawy.

Ponaglenie musi zawierać uzasadnienie.

## Bezczynność organu, przewlekłość postępowania
Z ponaglenia można skorzystać w przypadku bezczynności organu (art. 37 § 1 pkt 1), jak też w przypadku przewlekłości postępowania (art. 37 § 1 pkt 2).
Bezczynność organu występuje w przypadku jeśli mimo wyznaczonego terminu załatwienia sprawy, nie została ona załatwiona. Co do zasady termin został określony w art. 35 Kodeksu postępowania administracyjnego, ale art. 37 wskazuje również na przepisy szczególne, w których może być wskazany inny termin, oraz termin wskazany w art. 36 Kodeksu postępowania administracyjnego (wskazanie nowego terminu załatwienia sprawy).
Przewlekłość postępowania występuje, gdy postępowanie jest prowadzone dłużej niż jest to niezbędne do załatwienia sprawy.

## Terminy załatwienia sprawy
1. Bez zbędnej zwłoki,
2. Niezwłocznie – powinny być załatwiane sprawy, które mogą być rozpatrzone w oparciu o dowody przedstawione przez stronę łącznie z żądaniem wszczęcia postępowania lub w oparciu o fakty i dowody powszechnie znane albo znane z urzędu organowi, przed którym toczy się postępowanie, bądź możliwe do ustalenia na podstawie danych, którymi rozporządza ten organ,
3. Termin jednego i dwóch miesięcy – załatwienie sprawy wymagającej postępowania wyjaśniającego powinno nastąpić nie później niż w ciągu miesiąca, a sprawy szczególnie skomplikowanej – nie później niż w ciągu dwóch miesięcy od dnia wszczęcia postępowania, zaś w postępowaniu odwoławczym – w ciągu miesiąca od dnia otrzymania odwołania,
4. Niezwłocznie, nie później niż w terminie miesiąca – załatwienie sprawy w postępowaniu uproszczonym powinno nastąpić niezwłocznie, nie później niż w terminie miesiąca od dnia wszczęcia postępowania,
5. Inne terminy – określone w przepisach szczególnych[5].

## Organ, do którego wnosi się ponaglenie
Ponaglenie wnosi się:
1. do organu wyższego stopnia za pośrednictwem organu prowadzącego postępowanie;
2. do organu prowadzącego postępowanie – jeżeli nie ma organu wyższego stopnia[6].

## Organ prowadzący postępowanie
Organ prowadzący postępowanie jest obowiązany przekazać ponaglenie organowi wyższego stopnia bez zbędnej zwłoki, nie później niż w terminie siedmiu dni od dnia jego otrzymania. Organ przekazuje ponaglenie wraz z niezbędnymi odpisami akt sprawy. Odpisy mogą zostać sporządzone w formie dokumentu elektronicznego. Przekazując ponaglenie, organ jest obowiązany ustosunkować się do niego.
Organ rozpatrujący ponaglenie, o którym mowa w punkcie 3, rozpatruje ponaglenie w terminie siedmiu dni od dnia jego otrzymania.

## Działanie organu
Organ rozpatrujący ponaglenie jest zobowiązany do działania, musi on wydać postanowienie, w którym:
1. wskazuje, czy organ rozpatrujący sprawę dopuścił się bezczynności lub przewlekłego prowadzenia postępowania, stwierdzając jednocześnie, czy miało ono miejsce z rażącym naruszeniem prawa;
2. w przypadku stwierdzenia bezczynności lub przewlekłości
  - zobowiązuje organ rozpatrujący sprawę do załatwienia sprawy, wyznaczając termin do jej załatwienia, jeżeli postępowanie jest niezakończone,
  - zarządza wyjaśnienie przyczyn i ustalenie osób winnych bezczynności lub przewlekłości, a w razie potrzeby także podjęcie środków zapobiegających bezczynności lub przewlekłości w przyszłości[9].

Organ rozpatrujący ponaglenie może z urzędu zmienić postanowienie, o którym mowa  powyżej, wyznaczając dłuższy termin zakończenia postępowania, jeżeli wyjdą na jaw istotne dla sprawy nowe okoliczności faktyczne lub nowe dowody, wymagające dłuższego postępowania, nieznane w momencie wyznaczania terminu.
Ponaglenie wniesione przed upływem terminu na załatwienie sprawy pozostawia się bez rozpoznania

## Wyjątki
W przypadku wniesienia ponaglenia do organu prowadzącego postępowanie, przepisów art. 37 § 4 (przekazanie ponaglenia organowi wyższego stopnia), 6 (podrozdział działanie organu) i 7 (zmiana postanowienia) nie stosuje się. W przypadku stwierdzenia bezczynności lub przewlekłości organ prowadzący postępowanie niezwłocznie załatwia sprawę oraz zarządza wyjaśnienie przyczyn i ustalenie osób winnych bezczynności lub przewlekłości, a w razie potrzeby także podjęcie środków zapobiegających bezczynności lub przewlekłości w przyszłości.

## Zasady obowiązujące przy wnoszeniu i załatwianiu ponaglenia
1. Organ ma obowiązek rozpatrzenia ponaglenia w terminie 7 dni[8].
2. Skargę na bezczynność lub przewlekłe prowadzenie postępowania można wnieść w każdym czasie po wniesieniu ponaglenia do właściwego organu[13].

## Skarga na bezczynność lub przewlekłe prowadzenie postępowania[14]
Na podstawie art. 52 ustawy z 30.08.2002 r. – Prawo o postępowaniu przed sądami administracyjnymi, strona może wnieść skargę do wojewódzkiego sądu administracyjnego w przypadku niezałatwienia sprawy w terminie lub gdy postępowanie jest prowadzone dłużej niż jest to niezbędne do załatwienia sprawy. Skargę na bezczynność organu można wnieść, jeśli wyczerpało się środki zaskarżenia, czyli jeśli wcześniej zostało wniesione ponaglenie do właściwego organu. Skargę można wnieść w każdym czasie po wniesieniu ponaglenia. Wnosi się ją do sądu za pośrednictwem organu, którego działanie jest przedmiotem skargi.
Sąd, uwzględniając skargę na bezczynność lub przewlekłe prowadzenie postępowania przez organ w orzeczeniu:
1. zobowiązuje organ do wydania w określonym terminie aktu, interpretacji albo do dokonania czynności;
2. zobowiązuje organ do stwierdzenia albo uznania uprawnienia lub obowiązku wynikających z przepisów prawa;
3. stwierdza, że organ dopuścił się bezczynności lub przewlekłego prowadzenia postępowania.

Sąd może także orzec z urzędu albo na wniosek strony o wymierzeniu organowi grzywny lub przyznać od organu na rzecz skarżącego sumę pieniężną, której wysokość określona jest w Kodeksie postępowania administracyjnego.